# الحيوان (كتاب)
كِتَابُ ٱلْحَيَوَان: أول كتاب جامع عربي في علم الحَيَوان. تحدث فيه كاتبه الجاحظ عن العرب وأحوالهم وعاداتهم ومزاعمهم وعلومهم، وبعض مسائل الفقه والدين والصفوة المختارة من الشعر العربي والأمثال والبيان ونقد الكلام. كان جميع مَن كتبوا قبل الجاحظ في هذا المجال، أمثال الأصمعي وأبي عبيدة وابن الكلبي وابن الأعرابي والسجستاني، يتناولون حيوانًا واحدًا، وكان اهتمامهم لغويًا وليس علميًا، ولكن الجاحظ اهتم إلى جانب اللغة والشعر بالبحث في طبائع الحيوان وغرائزه وأحواله وعاداته.
وهو من أضخم كتبه على الإطلاق، وهو دائرة معارف واسعة الأفق، وهو صورة بارزة لثقافة العصر العباسي المتشعبة الأطراف، حيث احتوى على المعارف الطبيعية والمسائل الفقهية، وتحدث في سياسة الأقوام، كما تكلم عن سائر الطوائف الدينية والمسائل الجغرافية وخصائص البلدان، وتأثير البيئة في الحيوان والإنسان والشجر، وتناول الطب وأمراض الحيوان والإنسان، إضافة إلى عدد من المفردات الطبية النباتية والحيوانية والمعدنية، وأبيات مختارة من الشعر العربي النادر، والأمثال السائرة والنوادر الطريفة.

وعرَّفه بقوله: 

## نبذة عن المؤلف
عمرو بن بحر الجاحظ أبو عثمان البصري المعتزلي واليه تنسب الفرقة الجاحظية من المعتزلة، صنف الكثير في الفنون كان بحرًا من بحور العلم، رأسا في الكلام والاعتزال وعاش تسعين سنة، وقيل بقي إلى سنة خمس وخمسين. أخذ عن القاضي أبي يوسف وثمامة بن أشرس وأبى اسحق النظام .وسُمّيَّ جاحظاً لجحوظ عينيه أي نتوءهما، وكان موته بسقوط مجلدات العلم عليه.

## التسمية وسبب التأليف
وسمى كتابه (الحيوان) لأنه يتتبع ما في حياة الحيوان من الحجج على حكمة الله العجيبة وقدرته النادرة، قال: 
ولا يكاد يوجد حيوان في عصر الجاحظ وبيئته إلا ذكره، غير أنه لم يول السمك اهتمامه الكبير لأن العرب لم تحفل به كثيراً؛ ولأنه كان بعيدا عن بيئة الجاحظ.